# 백영기
백영기(白榮基, 1941년 4월 8일~2024년 10월 4일)은 대한민국의 정치인이다.

## 학력
- 1959년 대건고등학교 졸업
- 1964년 중앙대학교 정치외교학과 졸업
- 1985년 3월 고려대학교 경영대학원 최고경영자과정 수료
- 1990년 소련 모스크바대학교 정책과정 수료
- 1995년 2월 고려대학교 언론대학원 수료
- 1996년 2월 서울대학교 행정대학원 국가정책과정 수료

## 경력
- 1968년~1969년 동아운수 대표
- 1976년 신민당 공보부장
- 1978년 한국미네랄워터 총무이사
- 1979년 신민당 업무국 국장
- 1980년 한국물가조사회 총무이사
- 전국개별화물추진위원장
- 1984년 민주화추진협의회 인권위 부위원장
- 1985년 민주화추진협의회 대외협력국 국장
- 1985년 신한민주당 업무국 국장
- 1987년 통일민주당 민원국 국장
- 1988년 통일민주당 인권위 부위원장
- 1988년 통일민주당 인권위원회 부위원장
- 1989년 통일민주당 서울특별시 지부 도봉구 갑 지구당 위원장
- 1990년 민주자유당 중앙당무위원
- 1990년 민주자유당 정책위원
- 1992년 민주산악회 제1본부장
- 1992년 민주평화통일자문회의 자문위원
- 1993년~1995년 1월 한국방송영상(아리랑TV) 사장
- 1995년 민주자유당 서울특별시 지부 도봉구 갑 지구당 위원장
- 1996년 5월 신한국당 중앙상무위원회 운영기획위원
- 1996년 신한국당 국책자문위원
- 1996년 5월 신한국당 서울특별시 지부 도봉구 을 지구당 위원장
- 1997년 11월 한나라당 서울특별시 지부 도봉구 을 지구당 위원장
- 1997년 12월 대통령후보 언론담당 특별보좌역
- 1998년 2월 한나라당 서울특별시 지부 도봉구 을 지구당 위원장
- 1999년 한나라당 문화체육문과위원회 부위원장
- 2000년 2월 한나라당 서울특별시 도봉구 을 지구당 위원장
- 청소년유해환경감시단 고문
- 남북민간교류협의회 이사

## 선거 이력
- 13대 총선에 통일민주당 전국구(비례대표)를 낙선하였다.
- 15대에서 17대까지 국회의원 선거때 신한국당(한나라당) 소속 서울 도봉 을 후보에 밀려 3연속 낙선하였다.

## 역대 선거 결과
|  | 23.80% |

|  | 29.00% |

|  | 40.19% |

|  | 35.97% |

## 가족 관계
- 슬하: 백제현, 백정환, 백승재
- 조카: 오언석(현 민선 8기 서울특별시 도봉구청장)